# Luchthaven Quatro de Fevereiro
Luchthaven Quatro de Fevereiro (IATA: LAD, ICAO: FNLU) is de luchthaven van Luanda, de hoofdstad van Angola. In 2004 bediende de luchthaven 742.629 passagiers.

## Vermissing
Op 25 mei 2003 werd een Boeing 727 met vliegtuigregistratienummer N844AA, die een jaar geparkeerd stond op de luchthaven, gestolen in raadselachtige omstandigheden.